# Francisco Machín Domínguez
Francisco Machín Domínguez, futbolísticamente conocido como Machín, (Las Palmas de Gran Canaria, 20 de abril de 1917 - Madrid, 22 de junio de 1979), fue un jugador internacional de fútbol español. Jugaba como interior izquierdo. 

## Trayectoria
Antes de debutar como profesional, Machín jugó sus primeros partidos en dos equipos canarios: la Unión Marina y el Marino Fútbol Club. En esa primera etapa era conocido como "Machorro".
Al finalizar la Guerra Civil, se incorporó al Atlético de Madrid (entonces Atlético Aviación), club en el que juega un total de seis temporadas (1939-1945) y donde gana dos Ligas y una Copa Eva Duarte. Con Gabilondo y Germán formó una de las más recordadas líneas medias del Atlético. Eran apodados "Los Tres Mosqueteros". Alcanzó un sueldo en el equipo rojiblanco de 15 000 pesetas anuales.
Tras dejar el Atlético, fichó por el Málaga, club en el que se retiró en 1947.
Una vez retirado, se estableció en Madrid. Allí trabajó como peón de albañil y, poco después, como ordenanza del Ministerio de la Vivienda.
El 21 de febrero de 1979, poco antes de su fallecimiento, recibió la Cruz de Plata al Mérito Civil de manos del Ministro de Obras Públicas y Urbanismo, Joaquín Garrigues Walker y, en el mismo acto, la insignia de oro y brillantes del Atlético de Madrid que le fue impuesta por el entonces presidente, Vicente Calderón.

### Selección nacional
Machín fue internacional en una ocasión con la España. Fue el 28 de diciembre de 1941, en Valencia, en un amistoso en el que la Selección española derrotó a Suiza por tres goles a dos.

## Palmarés
- 2 Ligas de España: Atlético de Madrid, 1939/40 y 1940/41.
- 1 Copa Eva Duarte: Atlético de Madrid, 1940.